# العلاقات البوليفية البيروية
العلاقات البوليفية البيروفية هي العلاقات الثنائية التي تجمع بين بوليفيا وبيرو.

## مقارنة بين البلدين
هذه مقارنة عامة ومرجعية للدولتين:
| وجه المقارنة                                              | بوليفيا                                          | بيرو                                   |
| --------------------------------------------------------- | ------------------------------------------------ | -------------------------------------- |
| المساحة (كم2)                                             | 1.10 مليون                                       | 1.29 مليون                             |
| عدد السكان (نسمة)                                         | 11.05 مليون                                      | 32.16 مليون                            |
| الكثافة السكانية (ن./كم²)                                 | 10.05                                            | 24.93                                  |
| العاصمة                                                   | سوكري، لاباز                                     | ليما                                   |
| اللغة الرسمية                                             | اللغة الإسبانية، اللغة الأيمرية، كتشوا، غوارانية | اللغة الإسبانية، اللغة الأيمرية، كتشوا |
| العملة                                                    | بوليفاريو بوليفي                                 | سول بيروفي جديد                        |
| الناتج المحلي الإجمالي (بليون دولار)                      | 37.51 مليار                                      | 211.39 مليار                           |
| الناتج المحلي الإجمالي (تعادل القوة الشرائية) بليون دولار | 74.58 مليار                                      | 393.13 مليار                           |
| الناتج المحلي الإجمالي الاسمي للفرد دولار أمريكي          | 3.08 ألف                                         | 6.03 ألف                               |
| الناتج المحلي الإجمالي للفرد دولار أمريكي                 | 6.63 ألف                                         | 11.99 ألف                              |
| مؤشر التنمية البشرية                                      | 0.662                                            | 0.740                                  |
| رمز المكالمات الدولي                                      | +591                                             | +51                                    |
| رمز الإنترنت                                              | .bo                                              | .pe                                    |
| المنطقة الزمنية                                           | 00                                               | توقيت بيرو، 00                         |

## مدن متوأمة
في ما يلي قائمة باتفاقيات التوأمة بين مدن بوليفية وبيروفية:
- ترتبط لاباز مع موكيغوا باتفاقية توأمة منذ 3 يناير 1984.
- ترتبط بوتوسي مع كوسكو باتفاقية توأمة منذ 22 يونيو 1998.
- ترتبط سانتا كروز دي لا سييرا مع مدينة بونو باتفاقية توأمة منذ 1998.

## منظمات دولية مشتركة
يشترك البلدان في عضوية مجموعة من المنظمات الدولية، منها:
| علم المنظمة | اسم المنظمة                                                          | تاريخ انضمام بوليفيا | تاريخ انضمام بيرو |
| ----------- | -------------------------------------------------------------------- | -------------------- | ----------------- |
|             | الاتحاد البريدي العالمي                                              | ?                    | ?                 |
|             | مؤسسة التنمية الدولية                                                | 21 يونيو 1961        | 30 أغسطس 1961     |
|             | اتحاد دول أمريكا الجنوبية                                            | ?                    | ?                 |
|             | منظمة التجارة العالمية                                               | 12 سبتمبر 1995       | ?                 |
|             | مجموعة دول الأنديز                                                   | ?                    | ?                 |
|             | الأمم المتحدة                                                        | 14 نوفمبر 1945       | 31 أكتوبر 1945    |
|             | منظمة حظر الأسلحة الكيميائية                                         | ?                    | ?                 |
|             | وكالة ضمان الاستثمار متعدد الأطراف                                   | 3 أكتوبر 1991        | 2 ديسمبر 1991     |
|             | منظمة الشرطة الجنائية الدولية                                        | ?                    | ?                 |
|             | مؤسسة التمويل الدولية                                                | 20 يوليو 1956        | 20 يوليو 1956     |
|             | الاتحاد الدولي للاتصالات                                             | 1 يونيو 1907         | 12 يوليو 1915     |
|             | البنك الدولي للإنشاء والتعمير                                        | 27 ديسمبر 1945       | 31 ديسمبر 1945    |
|             | وكالة حظر الأسلحة النووية في أمريكا اللاتينية ومنطقة البحر الكاريبي ‏ | ?                    | ?                 |
|             | يونسكو                                                               | 13 نوفمبر 1946       | 21 نوفمبر 1946    |

## وصلات خارجية
- موقع وزارة الخارجية البوليفية
- كونفدرالية بيرو وبوليفيا